# Eppenstein (zřícenina hradu)
Hrad Eppenstein je středověká zřícenina nad obcí Eppenstein v západní části Štýrska. Území patří k okresu Murtal.

## Poloha
Dřívější „Hohenburg“ se nachází přímo nad obcí Eppenstein na strmém skalním ostrohu ve výšce kolem 736 m nad mořem. Ve středověku vedla pod hradem úzká obchodní stezka kolem potoka Granitzenbach tekoucím v Granitzském údolí - stezka vedla od severu na jih přes Obdacherské sedlo.

## Historie
Hrad Eppenstein byl poprvé zmíněn v listině z roku 1160, kdy byl v držení šlechtického rodu Traungauerů. Pravděpodobně jde však o dřevěný hrad postavený v 10. století. Markrabě von Eppenstein se napříště nazýval podle hradu pánem z Eppensteinerů. Rod však vymřel již v roce 1122 a hrad přešel do držení rodiny Wildonierů. Když se postavil proti českému králi Přemyslu Otokarovi jako účastník povstání, hrad byl zabaven a králem dosazeni šlechtici z jeho družiny, kteří pak v období mezivládí ovládali tuto část rakouského území.
Po Otokarově porážce Habsburky po bitvě na Moravském poli 1278 získal hrad zase rod Wildonierů. Ottokarova družina, která na hradě setrvávala, byla nahrazena jinými držiteli. Následuje jako hradní pán korutanský vévoda, šlechtic Colledo, Nádasdy, Sessler a další. V roce 1478 byl hrad rozsáhle přestavěn v gotickém slohu, měnil ale velmi často držitele. Mezi jiným byl hrad dobyt uherským vojskem. Původně se mělo zato, že hrad nedobytný, ale padl jen zradou. Po ničivém požáru a nějakém zemětřesení byl hrad sice znovu vybudován, přestavěn na zámek „Nový Eppenstein“. Postupně ale začal chřadnout až do stavu, ve kterém se nalézá nyní. Dnes zkouší spolek pro obnovu hradu Eppenstein., ruiny sanovat a restaurovat.

## Záchrana hradu
Hrad je postaven na vyvýšenině a postaven na půdorysu kruhu. Hradní věž je postavena jako centrální na nejvyšším bodu skály. Ohledně hradu na vyvýšenině se jedná a podle vznikajících nápadů jsou rozhodující potřební investice. Hradní věž byla obehnána pěti hranatými okružními zdmi. Mohutná brána je zajištěná příkopem a pomocí padacího mostu umožní přejít do prostoru hradu. Hradní brána a palác s hradní věží jsou provedeny jako masivní pro obranu hradu. Okružní zeď bránila hlavně v rámci hradu existující hospodářské budovy. V gotickém období byly také vybudovány bastiony (hradební věže) pro dělostřelectvo. Přístup k hradu je umožněn jen jednou úzkou stezkou. Proto také tehdejší opatření udělala hrad nedobytný.